# Premio Daejong
Il premio Daejong (대종상 영화제?, Daejongsang yeonghwajaeLR), noto anche come Grand Bell Award, è un premio cinematografico sudcoreano assegnato annualmente dalla Motion Picture Association of Korea.

## Categorie
- Daejong al miglior film (최우수작품상)
- Daejong al miglior regista (감독상)
- Daejong al miglior attore (남우주연상)
- Daejong alla miglior attrice (여우주연상)
- Daejong al miglior attore non protagonista (남우조연상; tra il 1989 e il 2002 조연남우상)
- Daejong alla miglior attrice non protagonista (여우조연상; tra il 1989 e il 2002 조연여우상)
- Daejong al miglior attore esordiente (신인남우상)[N 1]
- Daejong alla miglior attrice esordiente (신인여우상)[N 1]
- Daejong al miglior regista esordiente (신인감독상)
- Daejong alla miglior sceneggiatura (각본상)
- Daejong alla miglior fotografia (촬영상)
- Daejong alla migliore scenografia (미술상)
- Daejong ai migliori costumi (의상상)
- Daejong al miglior montaggio (편집상)
- Daejong ai migliori effetti speciali (영상기술상)
- Daejong alla migliore musica (음악상)
- Daejong ai migliori effetti sonori (음향기술상)
- Daejong alla miglior illuminazione (조명상)
- Daejong alla miglior produzione (기획상)
- Daejong al miglior cortometraggio (단편영화상)
- Daejong alla carriera (영화발전공로상)
- Premio della popolarità (uomini) (남자인기상; nel 1991 인기남우상; nel 1993 e nel 1994 최고인기배우상(남))[N 2]
- Premio della popolarità (donne) (여자인기상; nel 1991 인기여우상; nel 1993 e nel 1994 최고인기배우상(여))[N 2]
- Premio della giuria (심사위원특별상)

## Premi

### Daejong al miglior film
- 1962: Yeonsangun (연산군), regia di Shin Sang-ok
- 1963: Yeolnyeomun (열녀문), regia di Shin Sang-ok
- 1964: Hyeolmaek (혈맥), regia di Kim Su-yong
- 1965: Beongeori Samryong (벙어리 삼룡이), regia di Shin Sang-ok
- 1966: Gaetmaeul (갯마을), regia di Kim Su-yong
- 1967: Gwiro (귀로), regia di Lee Man-hee
- 1968: Daewongun (대원군), regia di Shin Sang-ok
- 1972: Uisa Ahn Jung-geun (의사 안중근), regia di Joo Dong-jin
- 1973: Hongui janggun (홍의 장군), regia di Lee Doo-yong
- 1974: Toji (토지), regia di Kim Su-yong
- 1975: Bulggot (불꽃), regia di Yu Hyun-mok
- 1976: Omoni (어머니), regia di Im Won-shik
- 1977: Nanjung ilgi (난중일기), regia di Jang Il-ho
- 1978: Gyeongchalgwan (경찰관), regia di Lee Doo-yong
- 1979: Gitbalomneun gisu (깃발없는 기수), regia di Im Kwon-taek
- 1980: Salamui adeul (사람의 아들), regia di Yu Hyun-mok
- 1981: Chodaebadeun saramdeul (초대받은 성웅들), regia di Choe Ha-won
- 1982: Nateun Daero Imhasoseo (낮은 데로 임하소서), regia di Lee Jang-ho
- 1983: Yeoinjanhoksa mulleya mulleya (여인잔혹사 물레야 물레야), regia di Lee Doo-yong
- 1984: Janyeomok (자녀목), regia di Chong Jin-u
- 1985: Eomi (어미), regia di Park Chul-soo
- 1986: Angae gidung (안개기둥), regia di Park Cheol-su
- 1987: Yeonsan ilgi (연산일기), regia di Im Kwon-taek
- 1989: Aje aje bara aje (아제아제 바라아제), regia di Im Kwon-taek
- 1990: Churakhaneun geosheun nalgaega itda (추락하는 것은 날개가 있다), regia di Chang Gil-soo
- 1991: Jeolmeun nalui chosang (젊은날의 초상), regia di Kwak Ji-kyun
- 1992: Gaebyeok (개벽), regia di Im Kwon-taek
- 1993: Sopyonje (서편제), regia di Im Kwon-taek
- 1994: Duyeoja iyagi (두 여자 이야기), regia di Lee Jeong-kuk
- 1995: Yeongwonhan jegug (영원한 제국), regia di Park Chong-won
- 1996: Henequen (애니깽), regia di Kim Ho-sun
- 1997: Jeopsok (접속), regia di Jang Yun-hyeon
- 1999: Areumdawoon shijul (아름다운 시절), regia di Lee Kwang-mo
- 2000: Bakha satang (박하사탕), regia di Lee Chang-dong
- 2001: Joint Security Area (공동경비구역JSA), regia di Park Chan-wook
- 2002: Jibeuro (집으로), regia di Lee Jeong-hyang
- 2003: Memories of Murder (살인의 추억, Salinui chueok), regia di Bong Joon-ho
- 2004: Primavera, estate, autunno, inverno... e ancora primavera (봄여름가을겨울그리고봄, Bom yeoreum gaeul gyeoul geurigo bom), regia di Kim Ki-duk
- 2005: Maraton (말아톤), regia di Jeong Yoon-chul
- 2006: Wang-ui namja (왕의 남자), regia di Lee Joon-ik
- 2007: Gajog-ui tansaeng (가족의 탄생), regia di Kim Tae-yong
- 2008: The Chaser (추격자, Chugyeokja), regia di Na Hong-jin
- 2009: Singijeon (신기전), regia di Kim Yoo-jin
- 2010: Poetry (시, Si), regia di Lee Chang-dong
- 2011: L'ultima battaglia - The Front Line (고지전, Gojijeon), regia di Jang Hoon
- 2012: Masquerade (광해:왕이 된 남자, Gwanghae: Wangyidoen namja), regia di Choo Chang-min
- 2013: Gwansang (관상), regia di Han Jae-rim
- 2014: L'impero e la gloria - Roaring Currents (명량, Myeongnyang), regia di Kim Han-min
- 2015: Gukjesijang (국제시장), regia di Yoon Je-kyoon
- 2016: Naebujadeul (내부자들), regia di Woo Min-ho
- 2017: A Taxi Driver (택시운전사, Taxi unjeonsa), regia di Jang Hoon
- 2018: Burning - L'amore brucia (버닝, Burning), regia di Lee Chang-dong
- 2019: Parasite (기생충, Gisaengchung), regia di Bong Joon-ho

### Daejong al miglior regista
- 1962: Shin Sang-ok - Sarangbang Sonnimgua Omoni (사랑방 손님과 어머니)
- 1963: Yu Hyun-mok - Aggimeobshi juryeonda (아낌없이 주련다)
- 1964: Lee Man-hee - Doraoji anneun haebyong (돌아오지 않는 해병)
- 1965: Shin Sang-ok - Beongeori Samryongi (벙어리 삼룡이)
- 1966: Yu Hyun-mok - Sungyoja (순교자)
- 1967: Lee Su-yong - Angae (안개)
- 1968: Shin Sang-ok - Daewongun (대원군)
- 1971: Yu Hyun-mok - Bunryegi (분례기)
- 1972: Shin Sang-ok - Pyeongyang pokgyeokdae (평양폭격대)
- 1973: Choi Hun - Suseonhwa (수선화)
- 1974: Kim Su-yong - Toji (토지)
- 1975: Lee Man-hee - Sampoganeun kil (삼포가는 길)
- 1976: Seol Tae-ho - Wonsan gongjak (원산공작)
- 1977: Choi In-hyeon - Jibnyeon (집념)
- 1978: Im Kwon-taek - Jokbo (족보)
- 1979: Jeong Jin-woo - Shimbwatda (심봤다)
- 1980: Lee Jang-ho - Balambuleo joheun nal (바람불어 좋은날)
- 1981: Im Kwon-taek - Mandala (만다라)
- 1982: Lee Jang-ho - Natun Daero Imhasoso (낮은데로 임하소서)
- 1983: Lee Doo-yong - Yeoinjanhoksa Mulleya Mulleya (여인잔혹사 물레야 물레야)
- 1984: Jeong Jin-woo - Janyeomok (자녀목)
- 1985: Bae Chang-ho - Gipgo puleun bam (깊고 푸른밤)
- 1986: Im Kwon-taek - Tiket (티켓)
- 1987: Im Kwon-taek - Yeonsan Ilgi (연산일기)
- 1989: Kim Ho-seon - Seoul mujigae (서울 무지개)
- 1990: Chang Gil-soo - Churakhaneun geosheun nalgaega itda (추락하는 것은 날개가 있다)
- 1991: Kwak Ji-kyun - Jeolmeun nalui chosang (젊은날의 초상)
- 1992: Kim Ho-seon - Saui Chanmi (사의 찬미)
- 1993: Im Kwon-taek - Sopyonje (서편제)
- 1994: Jang Sun-woo - Hwa-eomgyeong (화엄경)
- 1995: Park Chong-won - Yeongwonhan Jeguk (영원한 제국)
- 1996: Kim Ho-seon - Henikkeng (애니깽)
- 1997: Chung Ji-young - Beuraekjaek (블랙잭)
- 1999: Lee Kwang-mo - Areumdawoon shijul (아름다운 시절)
- 2000: Lee Chang-dong - Bakha satang (박하사탕)
- 2001: Han Ji-seung - Haru (하루)
- 2002: Song Hae-sung - Failan (파이란)
- 2003: Bong Joon-ho - Memories of Murder (살인의 추억, Salinui chueok)
- 2004: Park Chan-wook - Old Boy (올드보이)
- 2005: Song Hae-sung - Yeokdosan (역도산)
- 2006: Lee Joon-ik - Wang-ui namja (왕의 남자)
- 2007: Bong Joon-ho - The Host (괴물, Gwoemul)
- 2008: Na Hong-jin - The Chaser (추격자, Chugyeokja)
- 2009: Kim Yong-hwa - Gukga daepyo (국가대표)
- 2010: Kang Woo-suk - Iggi (이끼)
- 2011: Kang Hyeong-cheol - Sseoni (써니)
- 2012: Choo Chang-min - Masquerade (광해:왕이 된 남자, Gwanghae: Wangyidoen Namja)
- 2013: Han Jae-rim - Gwansang (관상)
- 2014: Kim Seong-hun - Kkeutkkaji Ganda (끝까지 간다)
- 2015: Yoon Je-kyoon - Gukjesijang (국제시장)
- 2016: Woo Min-ho - Naebujadeul (내부자들)
- 2017: Lee Joon-ik - Park Yeol (박열)
- 2018: Jang Joon-hwan - 1987
- 2019: Bong Joon-ho - Parasite (기생충)

### Daejong al miglior attore
- 1962: Shin Young-kyun - Yeonsangun (연산군)
- 1963: Shin Young-kyun - Yeolnyeomun (열녀문)
- 1964: Kim Seung-ho - Hyeolmaek (혈맥)
- 1965: Shin Young-kyun - Daji (달기)
- 1966: Kim Jin-kyu - 태양은 다시 뜬다
- 1967: Park No-sik - 고발
- 1968: Shin Seong-il - Lee Sangui nalgae (이상의 날개)
- 1971: 장동휘 - 대전장
- 1972: 황해 - 평양 폭격대
- 1973: Namkoong Won - 다정다한
- 1974: Park Geun-hyung - 이중섭
- 1975: Hah Myung-joong - Bulggot (불꽃)
- 1976: 신일룡 - 아라비아의 일몽
- 1977: Kim Jin-kyu - 난중일기
- 1978: Hah Myung-joong - 족보
- 1979: Choi Bool-am - 달려라 만석아
- 1980: 이대근 - 뻐꾸기도 밤에 우는가
- 1981: Namkoong Won - 피막
- 1982: Ahn Sung-ki - 철인들
- 1983: Ahn Sung-ki - 안개마을
- 1984: 윤일봉 - 가고파
- 1985: Ahn Sung-ki - 깊고 푸른 밤
- 1986: Lee Young-ha - 안개 기둥
- 1987: Lee Young-ha - 우리는 지금 제네바로 간다
- 1989: Lee Deok-hwa - 추억의 이름으로
- 1990: Shin Seong-il - 코리안 커넥션
- 1991: Lee Young-ha - 단지 그대가 여자라는 이유만으로
- 1992: Lee Deok-hwa - Gaebyeok (개벽)
- 1993: Lee Deok-hwa - Saleolilatda (살어리랏다)
- 1994: Park Joong-hoon - Two Cops (투캅스)
- 1995: Kim Kap-soo - Taebaek sanmaek (태백산맥)
- 1996: Choi Min-soo - Terrorist (테러리스트)
- 1997: Han Suk-kyu - Chorok mulgogi (초록 물고기)
- 1999: Choi Min-sik - Swiri (쉬리)
- 2000: Choi Min-soo - Yu ryeong (유령)
- 2001: Song Kang-ho - Joint Security Area (공동경비구역 JSA)
- 2002: Sol Kyung-gu - Gonggongui jeog (공공의 적)
- 2003: Song Kang-ho - Memories of Murder (살인의 추억, Salinui chueok)
- 2004: Choi Min-sik - Old Boy (올드보이)
- 2005: Jo Seung-woo - Maraton (말아톤)
- 2006: Kam Woo-sung - Wang-ui namja (왕의남자)
- 2007: Ahn Sung-ki - Radio seuta (라디오 스타)
- 2008: Kim Yoon-seok - The Chaser (추격자, Chugyeogja)
- 2009: Kim Myung-min - Nae sarang nae gyeotae (내 사랑 내 곁에)
- 2010: Won Bin - The Man from Nowhere (아저씨, Ajeossi)
- 2011: Park Hae-il - Choejongbyeonggi hwal (최종병기 활)
- 2012: Lee Byung-hun - Masquerade
- 2013: 
  - Ryu Seung-ryong - 7beonbangui seonmul (7번방의 선물)
  - Song Kang-ho - Gwansang (관상)
- 2014: Choi Min-sik - L'impero e la gloria - Roaring Currents (명량, Myeongnyang)
- 2015: Hwang Jung-min - Gukjesijang (국제시장)
- 2016: Lee Byung-hun - Naebujadeul (내부자들)
- 2017: Sol Kyung-gu - Bulhandang - Nabbeun nomdeului sesang (불한당 - 나쁜 놈들의 세상)
- 2018: 
  - Hwang Jung-min - Gongjak (공작)
  - Lee Sung-min - Gongjak (공작)
- 2019: Lee Byung-hun - Ashfall (백두산)

### Daejong alla miglior attrice
- 1962: Choi Eun-hee - Sangnoksu (상록수)
- 1963: Do Kum-bong - Saedaek (새댁)
- 1964: Hwang Jung-seun - Hyeol-maek (혈맥)
- 1965: Choi Eun-hee - Cheong-iljeonjaenggwa yeogeol Minbi (청일전쟁과 여걸 민비)
- 1966: Choi Eun-hee - Minmyeoneuri (민며느리)
- 1967: Moon Jung-suk - Gwiro (귀로)
- 1968: Moon Hee - Cain-ui huye (카인의 후예)
- 1971: Yoon Jeong-hee - Bunlyegi (분례기)
- 1972: Ko Eun-ah - Myeoneuli (며느리)
- 1973: Yun Yeon-gyeong - Bilyeon-ui beong-eoli Samyong (비련의 벙어리 삼용)
- 1974: Kim Ji-mee - Toji (토지)
- 1975: Kim Ji-mee - Yugche-ui yagsog (육체의 약속)
- 1976: Choe Min-hui - Bissog-ui yeon-indeul (빗속의 연인들)
- 1977: Yoon Mi-ra - Goga (고가(古家))
- 1978: Ko Eun-ah - Gwabu (과부)
- 1979: Yu Ji-in - Simbwassda (심봤다)
- 1980: Jeong Yun-hui - Ppeokkugido bam-e uneunga (뻐꾸기도 밤에 우는가)
- 1981: Jeong Yun-hui - Aengmusae mom-eulo ul-eossda (앵무새 몸으로 울었다)
- 1982: Kim Bo-yeon - Kkobangdongne salamdeul (꼬방동네 사람들)
- 1983: Chang Mi-hee - Jeokdo-ui kkoch (적도의 꽃)
- 1984: Lee Mi-sook - Geu hae gyeo-ul-eun ttatteushaessne (그 해 겨울은 따뜻했네)
- 1985: Kim Ji-mee - Kilsodeum (길소뜸)
- 1986: Choi Myung-gil - Angaegidung (안개기둥)
- 1987: Kang Soo-yeon - Wurineun jigeum Jeneba-ro ganda (우리는 지금 제네바로 간다)
- 1989: Kang Soo-yeon - Aje aje bara aje (아제 아제 바라 아제)
- 1990: Kang Soo-yeon - Churakhaneun geos eun nalgaega itda (추락하는 것은 날개가 있다)
- 1991: Won Mi-kyung - Danji geudaega yeojalaneun i-yuman-eulo (단지 그대가 여자라는 이유만으로)
- 1992: Chang Mi-hee - Sa-ui chanmi (사의 찬미)
- 1993: Shim Hye-jin - Gyeolhon-i-yagi (결혼이야기)
- 1994: Yoon Jeong-hee - Manmubang (만무방)
- 1995: Choi Jin-sil - Manula jug-igi (마누라 죽이기)
- 1996: Shim Hye-jin - Eunhaengnamu chimdae (은행나무 침대)
- 1997: Shim Hye-jin - Chorok mulgogi (초록 물고기)
- 1999: Shim Eun-ha - Misulgwan yeop dongmur-won (미술관 옆 동물원)
- 2000: Jeon Do-yeon - Nae ma-eum-ui punggeum (내 마음의 풍금)
- 2001: Ko So-young - Haru (하루)
- 2002: Jun Ji-hyun - Yeopgijeog-in geunyeo (엽기적인 그녀)
- 2003: Lee Mi-yeon - Jungdok (중독)
- 2004: Moon So-ri - Baramnan kajok (바람난 가족)
- 2005: Kim Hye-soo - Eolguleobtneun minyeo (얼굴없는 미녀)
- 2006: Jeon Do-yeon - Neoneun nae unmyeong (너는 내 운명)
- 2007: Kim Ah-joong - Minyeo-neun goerowo (미녀는 괴로워)
- 2008: Kim Yun-jin - Seven Days (세븐 데이즈)
- 2009: Soo Ae - Nim-eun meon-gos-e (님은 먼곳에)
- 2010: Yoon Jeong-hee - Poetry (시, Shi)
- 2011: Kim Ha-neul - Blind (블라인드)
- 2012: Jo Min-su - Pietà (피에타)
- 2013: Uhm Jung-hwa - Montage (몽타주)
- 2014: Son Ye-jin - Haejeok: Badaro gan ganjeok (해적: 바다로 간 산적)
- 2015: Jun Ji-hyun - Amsal (암살)
- 2016: Son Ye-jin - Deokhye ongju (덕혜옹주)
- 2017: Choi Hee-seo - Park Yeol (박열)
- 2018: Na Moon-hee - I Can Speak (아이 캔 스피크)
- 2019: Jeong Yu-mi - 82 Nyeonsaeng Gim Jiyeong (82년생 김지영)

### Daejong al miglior attore non protagonista
- 1999: Jung Jin-young - Yaksok (약속)
- 2000: Joo Jin-mo - Happy End (해피엔드)
- 2001: Jung Eun-pyo - Kilimanjaro (킬리만자로)
- 2002: Nakamura Tōru - 2009 memorie perdute (2009 로스트메모리즈, 2009 Lost Memories)
- 2003: Baek Yoon-sik - Jigureul jikyeora! (지구를 지켜라!)
- 2004: Heo Joon-ho - Silmido (실미도)
- 2005: Hwang Jung-min - Bittersweet Life (달콤한 인생, Dalkomhan insaeng)
- 2006: Yoo Hae-jin - Wang-ui namja (왕의 남자)
- 2007: Kim Yoon-seok - Tazza (타짜)
- 2008: Yoo Jun-sang - Riteon (리턴)
- 2009: Jin Ku - Madre (마더, Madeo)
- 2010: 
  - Kim Hee-ra - Poetry (시, Shi)
  - Song Sae-byeok - Bangjajeon (방자전)
- 2011: Jo Sung-ha - The Yellow Sea (황해, Hwanghae)
- 2012: Ryu Seung-ryong - Masquerade (광해:왕이 된 남자, Gwanghae: Wangyidoen namja)
- 2013: Jo Jung-suk - Gwansang (관상)
- 2014: Yoo Hae-jin - Haejeok: Badaro gan sanjeok (해적: 바다로 간 산적)
- 2015: Oh Dal-su - Gukjesijang (국제시장)
- 2016: Um Tae-goo -Miljeong (밀정)
- 2017: Bae Seong-woo - The King (더 킹)
- 2018: Kim Joo-hyuk - Dokjeon (독전)
- 2019: Jin Seon-kyu - Geukan jigeop (극한직업)

### Daejong alla miglior attrice non protagonista
- 1962: Han Eun-jin - Yeonsangun (연산군)
- 1963: Hwang Jung-seun - Saedaek (새댁)
- 1964: Choi Ji-hee - Gimyakgukui ttaldeul (김약국의 딸들)
- 1965: Yoon In-ja - Ppalgan Mahura (빨간 마후라)
- 1966: Hwang Jung-seun - Gaenma-eul (갯마을)
- 1967: Ju Jeung-ryu - Manseon (만선)
- 1968: Hwang Jung-seun - Eomma-ui ilgi (엄마의 일기)
- 1971: Sa Mi-ja - Bunlyegi (분례기)
- 1972: Do Kum-bong - Jag-eun kkum-i kkochpil ttae (작은 꿈이 꽃필 때)
- 1973: Choe In-suk - Bilyeon-ui beong-eoli Samyong (비련의 벙어리 삼용)
- 1974: Do Kum-bong - Toji (토지)
- 1975: Park Jung-ja - Yugche-ui yagsog (육체의 약속)
- 1976: Tae Hyun-sil - Wonsangongjag (원산공작)
- 1977: Seonwoo Yong-nyeo - Sanbul (산불)
- 1978: Moon Jung-suk - Gyeongchalgwan (경찰관)
- 1979: Jeong Ae-ran - Eulhwa (을화)
- 1980: Kim Sin-jae - Ppeokkugido bam-e uneunga (뻐꾸기도 밤에 우는가)
- 1981: Kim Hyeong-ja - Aengmusae mom-eulo ul-eossda (앵무새 몸으로 울었다)
- 1983: Ko Doo-sim - Jiltu (질투)
- 1984: Park Jung-ja - Janyeomog (자녀목)
- 1985: Han Eun-jin - Osing (오싱)
- 1986: Lee Hye-young - Gyeo-ul nageune (겨울나그네)
- 1987: Kim Hyeong-ja - Gamja (감자)
- 1989: Kim Ji-mee - Chueok-ui ireumeuro (추억의 이름으로)
- 1990: Yoo Hye-ri - Umugbaemi-ui salang (우묵배미의 사랑)
- 1991: Bae Jong-ok - Jeolm-eun nal-ui chosang (젊은 날의 초상)
- 1992: Lee Hye-young - Myong-Ja Akiko Sonia (명자 아끼꼬 쏘냐)
- 1993: Lee Mi-youn - Nunkkoch (눈꽃)
- 1994: Nam Su-jung - Du-yeoja i-yagi (두 여자 이야기)
- 1995: Chung Kyung-soon - Taebaeksanmaek (태백산맥)
- 1996: Kim Cheong - Aenikkaeng (애니깽)
- 1997: Chung Kyung-soon - Chang (창)
- 1999: Lee Mi-youn - Yeogogoedam (여고괴담)
- 2000: Kim Yeo-jin - Bakha satang (박하사탕)
- 2001: Yoon So-jeong - Haru (하루)
- 2002: Pang Eun-jin - Indirizzo sconosciuto (수취인불명, Suchwiin bulmyeong)
- 2003: Song Yoon-ah - Gwangbokjeol teuksa (광복절 특사)
- 2004: Kim Ga-yeon - Eodiseonga nugungae museunili saengkimyeon teulrimeobshi natananda Hong Ban-jang (어디선가 누군가에 무슨일이 생기면 틀림없이 나타난다 홍반장)
- 2005: Na Moon-hee - Jumeoki Unda (주먹이 운다)
- 2006: Kang Hye-jeong - Welkeom tu dongmakgol (웰컴 투 동막골)
- 2007: Shim Hye-jin - Gukgyeong-ui namjjok (국경의 남쪽)
- 2008: Kim Hae-sook - Mubangbi Doshi (무방비 도시)
- 2009: Kim Young-ae - Aeja (애자)
- 2010: Youn Yuh-jung - The Housemaid (하녀, Hanyeo)
- 2011: Shim Eun-kyung - Romantic Heaven (로맨틱 헤븐)
- 2012: Kim Hae-sook - The Thieves (도둑들, Dodukdeul)
- 2013: Jang Young-nam - Neukdae Sonyeon (늑대소년)
- 2014: Kim Young-ae - Byeonhoin (변호인)
- 2015: Kim Hae-sook - Sado (사도)
- 2016: Ra Mi-ran - Deokhye-ongju (덕혜옹주)
- 2017: Kim So-jin - The King (더 킹)
- 2018: Jin Seo-yeon - Dokjeon (독전)
- 2019: Lee Jung-eun - Parasite (기생충)

### Daejong al miglior attore esordiente
- 1986:
  - Choi Jae-sung - Lee Jang-ho-ui oeingudan (이장호의 외인구단)
  - Kang Suk-hyoun - Jeolmeunbam huhoe-eobda (젊은 밤 후회없다)
- 1987: Kim Se-jun - Mimi-wa Cheol-su-ui cheongchun-seukechi (미미와 철수의 청춘스케치)
- 1989: Lee Dong-jun - Seoul mujigae (서울무지개)
- 1990: An Seung-hun - Mul-ui nara (물의 나라)
- 1991: Park Sang-min - Janggun-ui adeul (장군의 아들)
- 1992: Shin Hyun-jun - Janggun-ui adeul 2 (장군의 아들 2)
- 1993: Kim Kyu-chul - Sopyonje (서편제)
- 1994: Kim Byong-se - Jangmi-ui nanal (장미의 나날)
- 1995: Lee Jung-jae - Jeolm-eun namja (젊은 남자)
- 1996: Lee Byung-hun - Run away (런 어웨이)
- 1997: Song Kang-ho - No.3 (넘버 3)
- 1999: Lee Sung-jae - Misulgwan yup dongmulwon (미술관 옆 동물원)
- 2000: Sol Kyung-gu - Bakha satang (박하사탕)
- 2001: Ryoo Seung-bum - Jukgeona hokeun nabbeugeona (죽거나 혹은 나쁘거나)
- 2002: Lee Jong-soo - Shinlaui dalbam (신라의 달밤)
- 2003: Kwon Sang-woo - Donggamnaegi gwa-oehagi (동갑내기 과외하기)
- 2004: Kim Rae-won - Eorin sinbu (어린 신부)
- 2005: Go Soo - Sseom (썸)
- 2006: Lee Jun-ki - Wang-ui namja (왕의 남자)
- 2007: Ryu Deok-hwan - Cheonhajangsa Madonna (천하장사 마돈나)
- 2008: Daniel Henney - My Father (마이파더)
- 2009: Kang Ji-hwan - 7Keup kongmuwon (7급 공무원)
- 2010: Jung Woo - Baram (바람)
- 2011: Lee Je-hoon - Pasuggun (파수꾼)
- 2012: Kim Sung-kyun - Iutsaram (이웃사람)
- 2013: Kim Soo-hyun - Eunmilhage widaehage (은밀하게 위대하게)
- 2014: Park Yoochun - Haemu (해무)
- 2015: Lee Min-ho - Gangnam 1970 (강남 1970)
- 2016: Jung Ga-ram - 4Deung (4등)
- 2017: Park Seo-joon - Cheongnyeon gyeongcha (청년경찰)
- 2018: Lee Ga-sub - Pokryeokui ssiat (폭력의 씨앗)
- 2019: Jung Hae-in - Yooyeolui Eumakaelbum (유열의 음악앨범)

### Daejong alla miglior attrice esordiente
- 1986: Jeon Se-yeong - Ticket (티켓)
- 1987:
  - Shin Hye-soo - Adada (아다다)
  - Cheon Eun-gyeong - Sogeumjangsu (소금 장수)
- 1989:
  - Choe Su-ji - Sangcheo (상처)
  - Kang Ri-na - Seoul mujigae (서울무지개)
- 1990: Choi Yu-ra - Sutalg (수탉)
- 1991: 
  - Kim Sung-ryung - Nuga yong-ui baltob-eul bo-ass-neun-ga (누가 용의 발톱을 보았는가)
  - Choi Jin-sil - Naui sarang naui shinbu (나의 사랑, 나의 신부)
- 1992: Lee A-ro - Cheongug-ui gyedan (천국의 계단)
- 1993: Oh Jeong-hae - Seopyeonje (서편제)
- 1994: 
  - Yoon Yoo-sun - Duyeoja iyagi (두 여자 이야기)
  - Kim Jeung-min - Hwimori (휘모리)
- 1995:
  - Jeong Seon-kyeong - Neoege na reul bonaenda (너에게 나를 보낸다)
  - Jin Hee-kyung - Sontob (손톱)
- 1996: 
  - Lee Ji-eun - Geumhong-a Geumhong-a (금홍아 금홍아)
  - Lee Jung-hyun - Kkonnip (꽃잎)
- 1997: Jeon Do-yeon - Jeopsok (접속)
- 1999: Kim Yun-jin - Shiri (쉬리)
- 2000:
  - Lee Jae-eun - Norang meori (노랑머리)
  - Ha Ji-won - Jinsil Game (진실게임)
- 2001: Lee Eun-ju - Oh! Su-jeong (오! 수정)
- 2002: Seo Won - Bad Guy (나쁜 남자, Nappeun namja)
- 2003: Son Ye-jin - Classic (클래식)
- 2004: Moon Geun-young - Eorin sinbu (어린 신부)
- 2005: Lee Chung-ah - Neukdaeui yuhok (늑대의 유혹)
- 2006: Choo Ja-hyun - Sasaeng gyeoldan (사생결단)
- 2007: Jo Yi-jin - Gukgyeong-ui namjjok (국경의 남쪽)
- 2008: Han Ye-seul - Yong-uijudo miss Shin (용의주도 미스신)
- 2009: Kim Kkot-bi - Ddongpari (똥파리)
- 2010: Lee Min-jung - Cyrano; Yeonaejojakdan (시라노;연애조작단)
- 2011: Moon Chae-won - Choejongbyeonggi hwal (최종병기 활)
- 2012: Kim Go-eun - Eungyo (은교)
- 2013: Seo Eun-ah - Jit (짓)
- 2014: Lim Ji-yeon - Inganjungdok (인간중독)
- 2015: Lee Yoo-young - Bom (봄)
- 2016: Kim Hwan-hee - Goksung - La presenza del diavolo (곡성, Gokseong)
- 2017: Choi Hee-seo - Park Yeol (박열)
- 2018: Kim Da-mi - Manyeo (마녀)
- 2019: Jeon Yeo-been - Joe manh-eun sonyeo (죄 많은 소녀)

### Daejong al miglior regista esordiente
- 1985: Jang Gil-su - Bam-ui yeolgisog-eulo (밤의 열기속으로)
- 1986:
  - Kwak Ji-kyoon - Gyeo-ul nageune (겨울나그네)
  - Shin Seung-soo - Dalbich sanyangkkun (달빛 사냥꾼)
- 1987: Lee Kyu-hyung - Mimi-wa Cheol-su-ui cheongchun-seukechi (미미와 철수의 청춘스케치)
- 1989:
  - Yoo Young-jin - Chueok-ui ireumeuro (추억의 이름으로)
  - Park Kwang-su - Chil-su wa Man-su (칠수와 만수)
- 1990: Jeong Han-u - Joeoeob-neun byeongsa (죄없는 병사들)
- 1991:
  - Lee Myung-se - Na-ui salang na-ui sinbu (나의 사랑 나의 신부)
  - Bang Kyu-sik - Cheongug-ui ttang (천국의 땅)
- 1992:
  - Jang Hyun-soo - Geol-eoseo ha-neulkkaji (걸어서 하늘까지)
  - Lee Mann - Ppeol (뻘)
- 1993: Kim Eui-suk - Gyeolhon-i-yagi (결혼이야기)
- 1994: Lee Jung-gook - Du-yeoja i-yagi (두 여자 이야기)
- 1995: Yeo Kyun-dong - Sesangbakk-eulo (세상밖으로)
- 1996: 
  - Lee Min-yong - Gaegat-eun nal-ui ohu (개같은 날의 오후)
  - Kang Je-kyu - Eunhaengnamu chimdae (은행나무 침대)
- 1997: Chang Yoon-hyun - Jeobsog (접속)
- 1999:
  - Hur Jin-ho - Palwor-ui Christmas (8월의 크리스마스)
  - Lee Jeong-hyang - Misulgwan-yeob dongmul-won (미술관 옆 동물원)
- 2000: Min Byung-chun - Yulyeong (유령)
- 2001: Im Sang-soo - Nunmul (눈물)
- 2002: Lee Si-myung - 2009 memorie perdute (2009로스트메모리즈, 2009 Lost Memories)
- 2003: Jang Joon-hwan - Jigu-reul Jikyeora! (지구를 지켜라!)
- 2004: Choi Dong-hoon - Beomjoe-ui Jaeguseong (범죄의 재구성)
- 2005: Jeong Yoon-cheol - Maraton (말아톤)
- 2006: Han Jae-rim - Yeon-ae-eui Mok-jeok (연애의 목적)
- 2007: Kwon Hyung-jin - Horowitz-reul Wi-ha-yeo (호로비츠를 위하여)
- 2008: Oh Joum-kyun - Kyungchuk! Woorisarang (경축! 우리 사랑)
- 2009: Lee Ho-jae - Jakjeon (작전)
- 2010: Jang Cheol-soo - Kim Bok-nam sar-insageon-ui jeonmal (김복남 살인 사건의 전말)
- 2011: Yun Seong-hyeon - Pa-su-kkun (파수꾼)
- 2012: Choi Jong-tae - Haero (해로)
- 2013: Jung Byung-gil - Confession of a Murder (내가 살인범이다)
- 2014: Yang Woo-suk - Byunhoin (변호인)
- 2015: Baek Jong-yeol - Beauty Inside (뷰티 인사이드)
- 2016: Jo Jung-rae - Kwihyang (귀향)
- 2017: Um Tae-hwa - Garyeojin sigan (가려진 시간)
- 2018: Jeon Go-woon - So-gong-nyeo (소공녀)
- 2019: Kim Bora - Beolsae (벌새)

### Premio della popolarità (uomini)
- 1991: Ahn Sung-ki
- 1993:
  - Choi Min-soo
  - Ahn Sung-ki
- 1994:
  - Ahn Sung-ki
  - Park Joong-hoon
- 1997: Han Suk-kyu
- 1999: Han Suk-kyu
- 2000: Han Suk-kyu - Tell Me Something (텔미썸딩)
- 2001: Lee Byung-hun
- 2002: Cha Tae-hyun
- 2004: Kwon Sang-woo - Maljuk-geori Janhok-sa (말죽거리 잔혹사)
- 2005: Jo Seung-woo - Maraton (말아톤)
- 2006:
  - All'estero: Lee Jun-ki - Wang-ui namja (왕의 남자)
  - In Corea: Lee Jun-ki - Wang-ui namja (왕의 남자)
- 2007:
  - All'estero: Rain - Ssa-i-bo-gu-ji-man gwen-cha-na (싸이보그지만 괜찮아)
  - In Corea: Lee Beom-soo - Jjak-pae (짝패)
- 2008: Kim Yoon-seok - Tha Chaser (추격자)
- 2009: Kim Myung-min
- 2010:
  - Won Bin
  - T.O.P
- 2011: Won Bin
- 2012: Lee Byung-hun - Masquerade (광해, 왕이 된 남자)
- 2013: Lee Jung-jae
- 2014:
  - Yim Si-wan
  - Kim Woo-bin
- 2015: Kim Soo-hyun
- 2016: Lee Beom-soo - Operation Chromite (인천상륙작전, Incheon sangnyuk jakjeon)

### Premio della popolarità (donne)
- 1991: Hwang Shin-hye
- 1993:
  - Choi Jin-sil
  - Kang Soo-yeon
- 1994:
  - Choi Jin-sil
  - Kang Soo-yeon
- 1997: Shim Hye-jin
- 1999: Shim Eun-ha
- 2000: Shim Eun-ha - Tell Me Something (텔미썸딩)
- 2001: Shim Eun-ha
- 2002: Jun Ji-hyun
- 2004: Moon Geun-young - Eorin sinbu (어린신부)
- 2005: Moon Geun-young - Dance-ui sunjeong (댄서의 순정)
- 2006:
  - All'estero: Lee Young-ae - Lady Vendetta (친절한 금자씨)
  - In Corea: Kang Sung-yeon - Wang-ui namja (왕의 남자)
- 2007:
  - All'estero: Kim Tae-hee - Joong Cheon (중천)
  - In Corea: Kim Ah-joong - Mi-nyeo-neun Gwae-ro-wo (미녀는 괴로워)
- 2008: Han Ye-seul - Yong-uijudo miss Shin (용의주도 미스신)
- 2009: Park Bo-young - Gwasokseukaendeul (과속스캔들)
- 2010: Lee Min-jung
- 2014: Lee Ha-nui
- 2015: Gong Hyo-jin
- 2018: Seolhyun - Ansi-seong (안시성)